# ФК Балмазујварош
ФК Балмазујварош (мађ. Balmazújvárosi FC), је мађарски фудбалски клуб из Балмазујварош, Мађарска. Клуб је основан 2011. године а боје клуба су 
наранђаста и црна. 

## Историја
Између 2011. и 2016. године клуб је добио 1.2  милијарде мађарских фооринти (HUF) као помођ за развој тима и побољшања инфраструктуре стадиона.
ФК Балмазујварош је у сезони 2017. године завршио своју друголигашку сезону на другом месту и тиме обезбедио прволигашки статус. Свој прволигашки статус Белмазујварош је обезбедио утакмицом против ФК Варда СЕ ккао домаћин победивши са 1−0. голом Ервина Жиге у 84. минуту сусрета.
ФК Белземујварош је 2019 године искључен из мађарске друге лиге због немогућности обнављања лиценце.